# Nikon Coolpix P7100
Le Nikon Coolpix P7100 est un appareil photographique numérique de type compact de la série Nikon Coolpix fabriqué par Nikon. Il est disponible depuis le printemps 2012 et est commercialisé à sa date de sortie aux environs de 500 euros TTC.

## Description
Matériel haut de gamme, l'appareil possède une définition de 10,1 mégapixels, un zoom optique de 7,1×. Il est équipé d'un système de stabilisation optique par déplacement de lentilles "VR" (Vibration Reduction) qui permet de supprimer le flou de bougé pendant l’enregistrement de clips vidéo ou d'image et d'un sélecteur de mode d'exposition P, S, A et M.
En mode manuel (M), la durée maximale de pose est de 60 secondes. Il possède également un filtre ND8 intégré ainsi qu'un horizon virtuel (afin de maintenir l'appareil bien droit lors de la prise de vue).
Les vidéos sont enregistrées au format H.264 compilées dans un fichier MOV.
Il gère 19 modes Scène pré-programmés afin de faciliter les prises de vues (portrait, portrait de nuit, sport, paysage, fête/intérieur, plage, neige, coucher de soleil, paysage de nuit, feux d’artifice, nocturne, gros plan, musée, aurore/crépuscule, reproduction N&B, contre-jour, panoramique assisté, aliment, animaux domestiques).
De plus, des effets peuvent être appliqués lors de la prise de vue (un effet à la fois).
L’ajustement de l'exposition est possible dans une fourchette de ±9.0 par paliers de 0,3 EV.
La balance des blancs se fait de manière automatique, mais également semi-manuelle avec quelques options pré-réglées (lumière du jour, lumière incandescent, nuageux, éclair, divers tubes fluorescents ainsi que la prédéfinition ainsi que la définition de la température de couleur en kelvins).
Il est équipé d'une fonction "AF Priorité visage" qui permet d'avoir des portraits d'une bonne luminosité puisque l'appareil détecte les visages et réalise la mise au point dessus.
La fonction "BSS" (Best Shot Selector) sélectionne parmi dix prises de vues successives, l'image la mieux exposée et l'enregistre automatiquement.
L'appareil est équipé d'une griffe porte accessoires synchronisée (flash additionnel ou autre) et accepte quelques convertisseurs optiques. Le P7100 corrige automatiquement les distorsions provoquées par l'objectif.

## Les compléments optiques
L'élément indispensable à tout complément optique est la bague d'adaptation UR-E22 qui offre un pas de vis diamètre 58 mm juste au-delà de l'extension maximale du zoom pour éviter le contact avec le complément. Cependant, il existe chez d'autres marques, un adaptateur similaire visible ci-dessous :

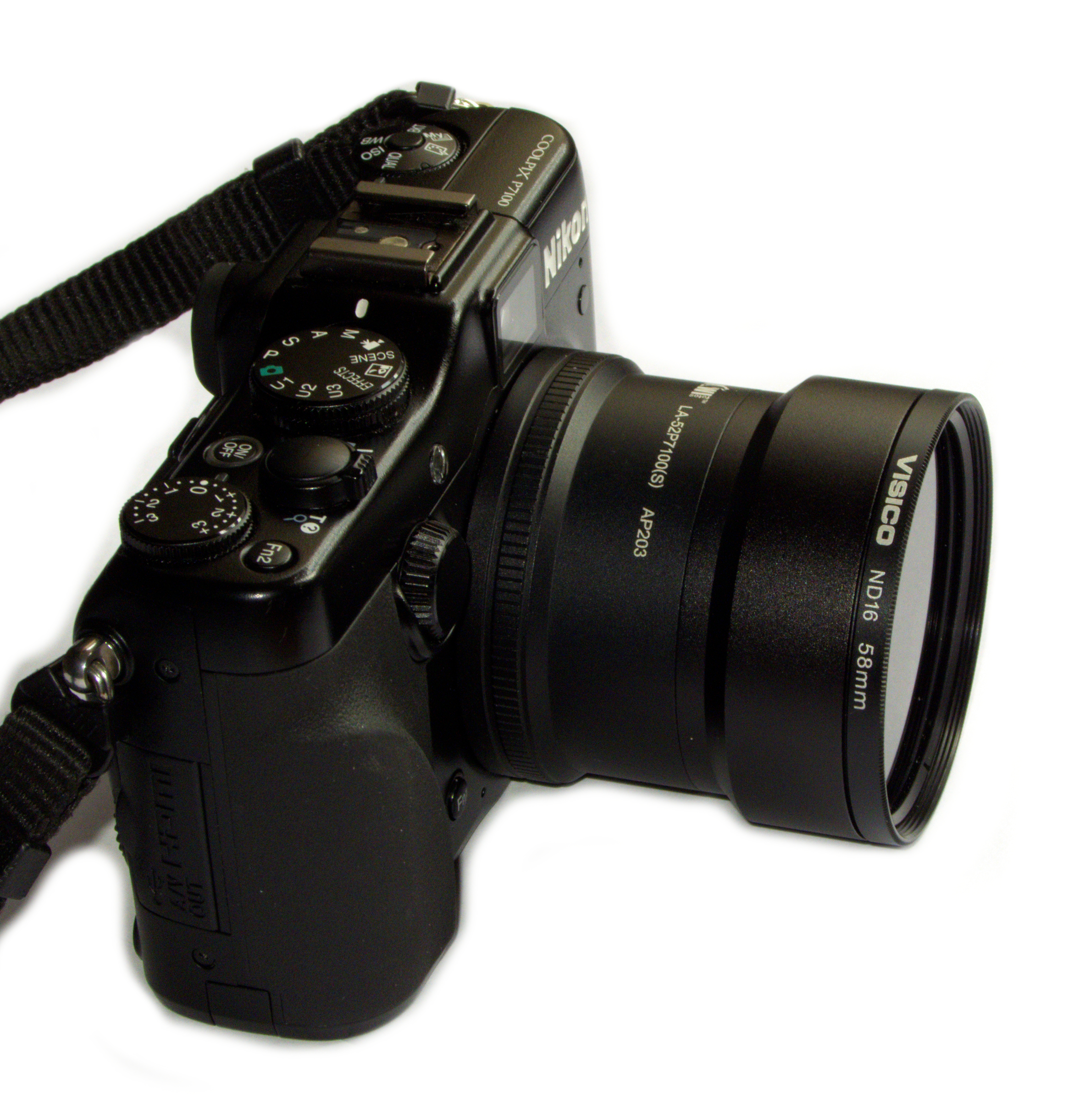
Nikon Coolpix P7100 équipé d'un filtre ND16
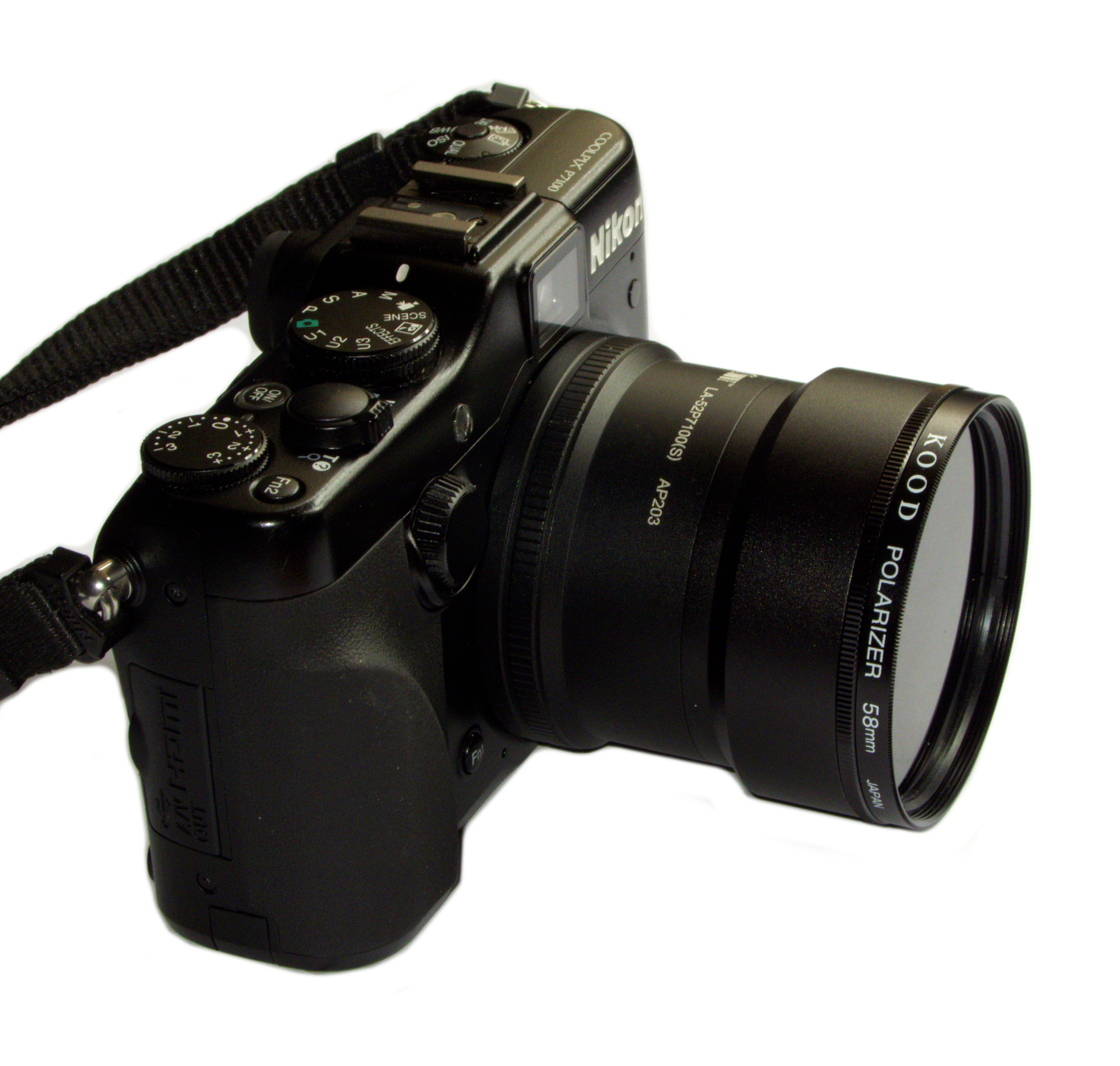
Nikon Coolpix P7100 équipé d'un filtre polarisant
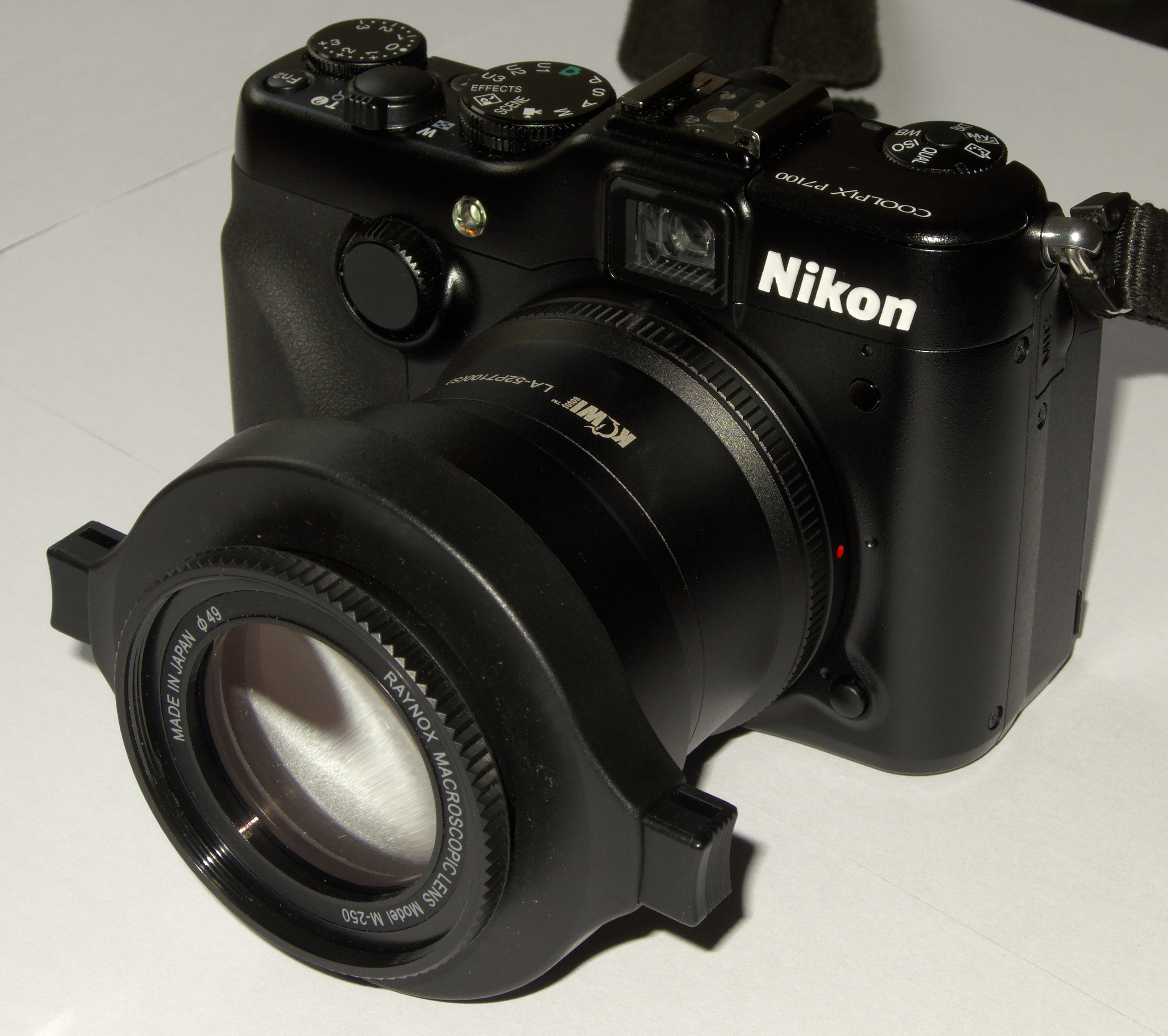
Nikon Coolpix P7100 équipé d'une bonnette macro Raynox DCR-250
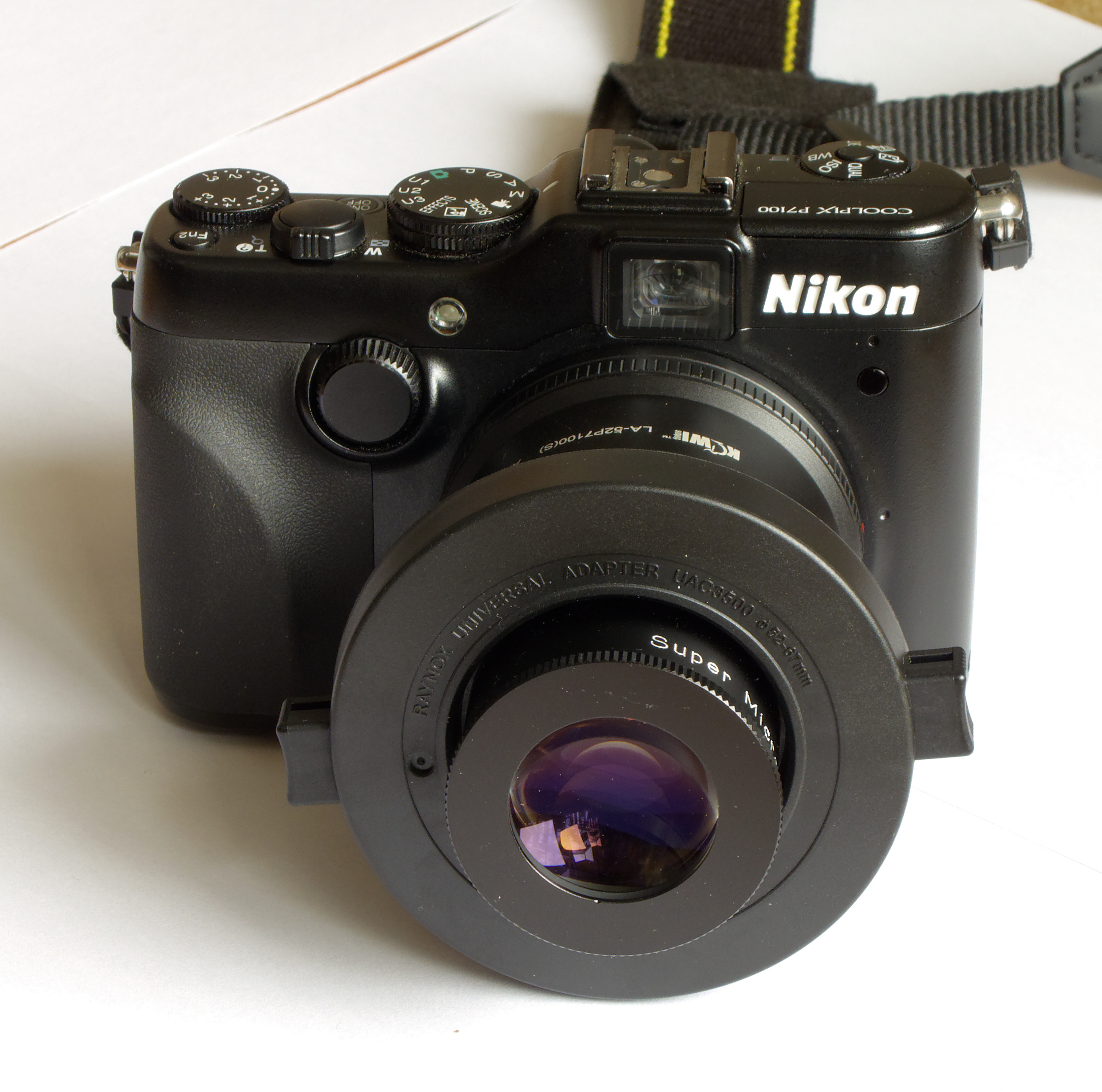
Nikon Coolpix P7100 équipé d'une bonnette macro Raynox MSN-505

## Galerie d'exemples

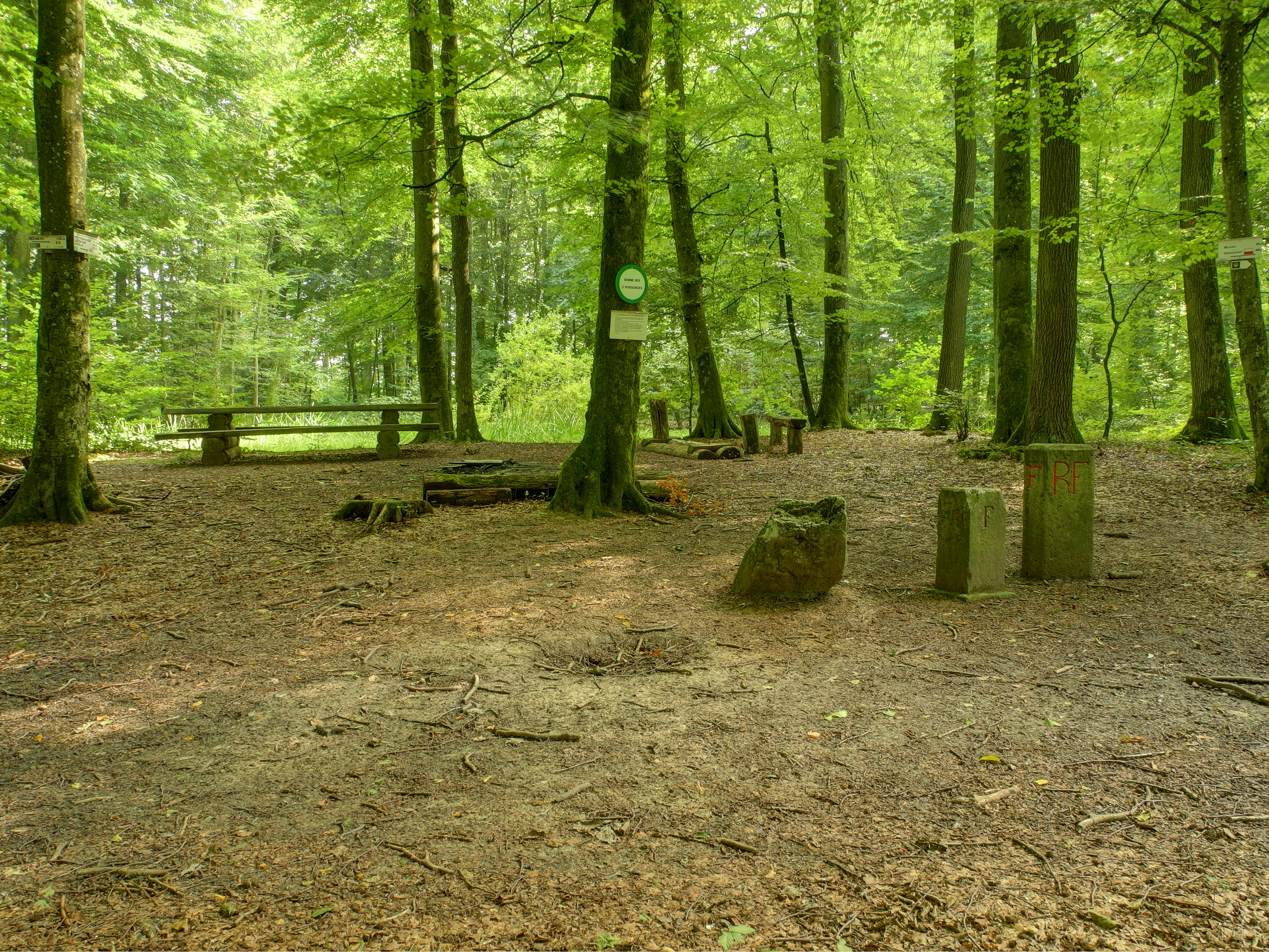
Site de la borne des 3 puissances, pris avec le Nikon Coolpix P7100.
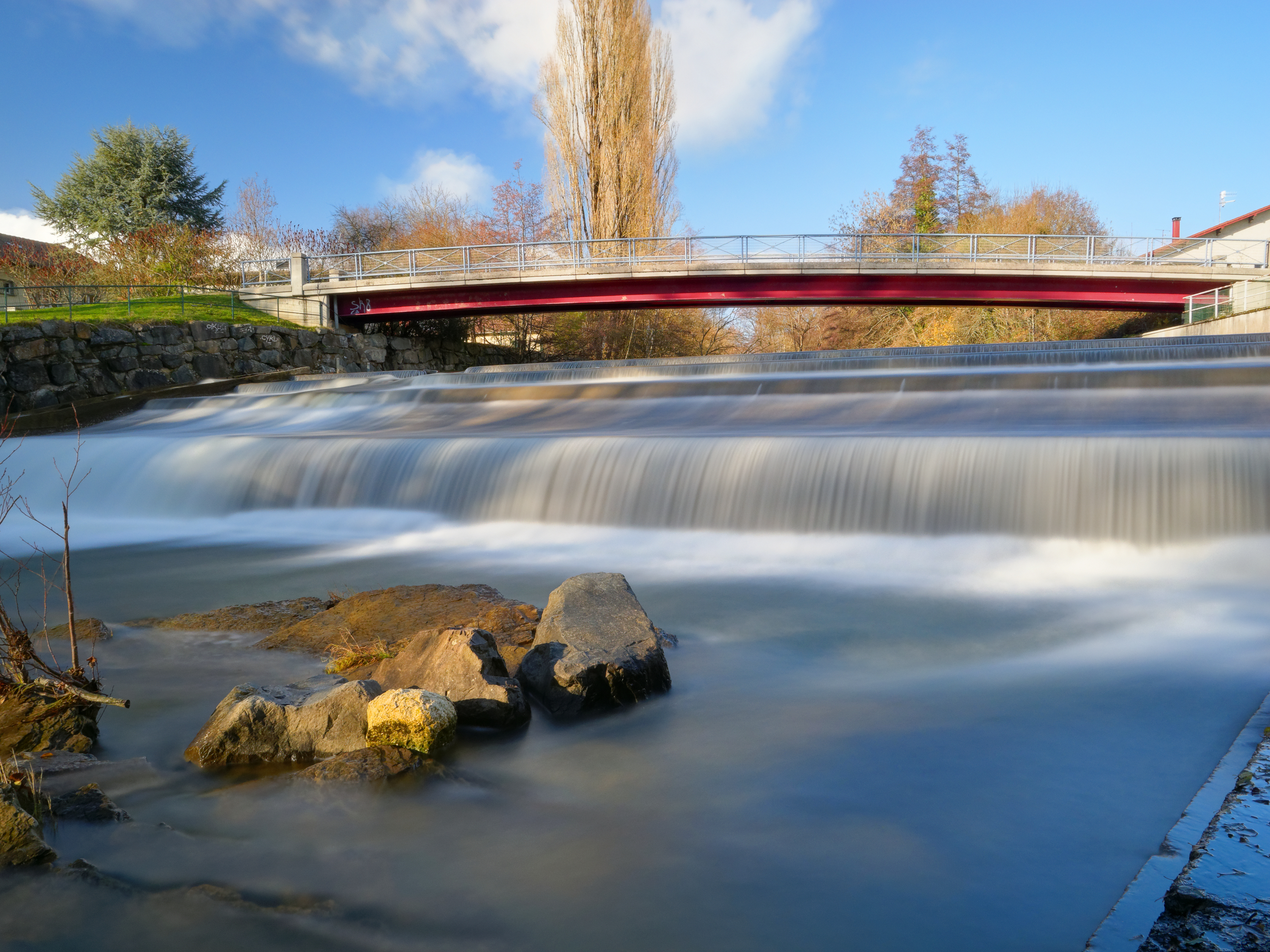
La Savoureuse à Belfort, prise avec le Nikon Coolpix P7100 + filtre ND400 + filtre polarisant.
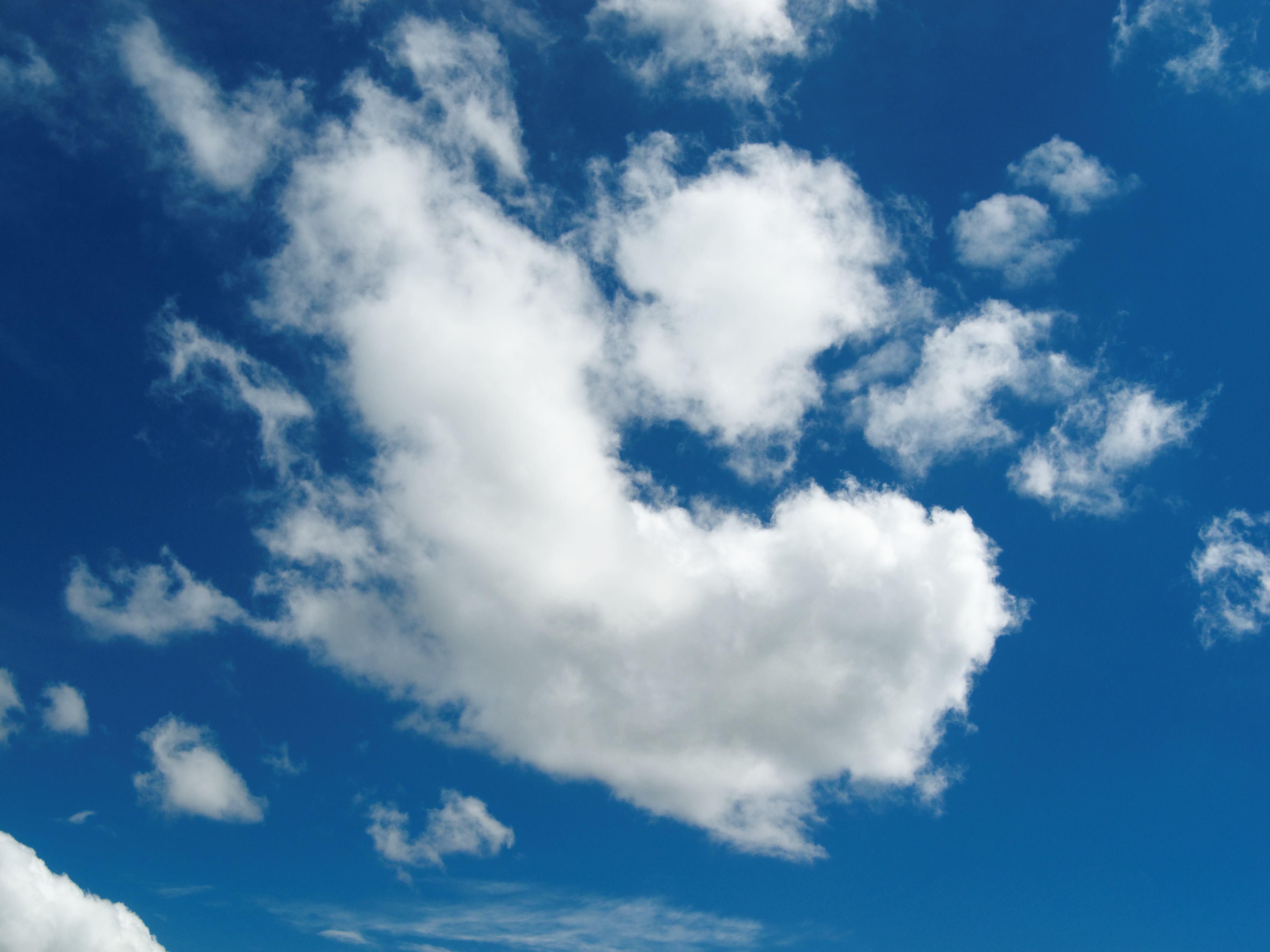
Nuages pris avec le Nikon Coolpix P7100 + filtre polarisant.
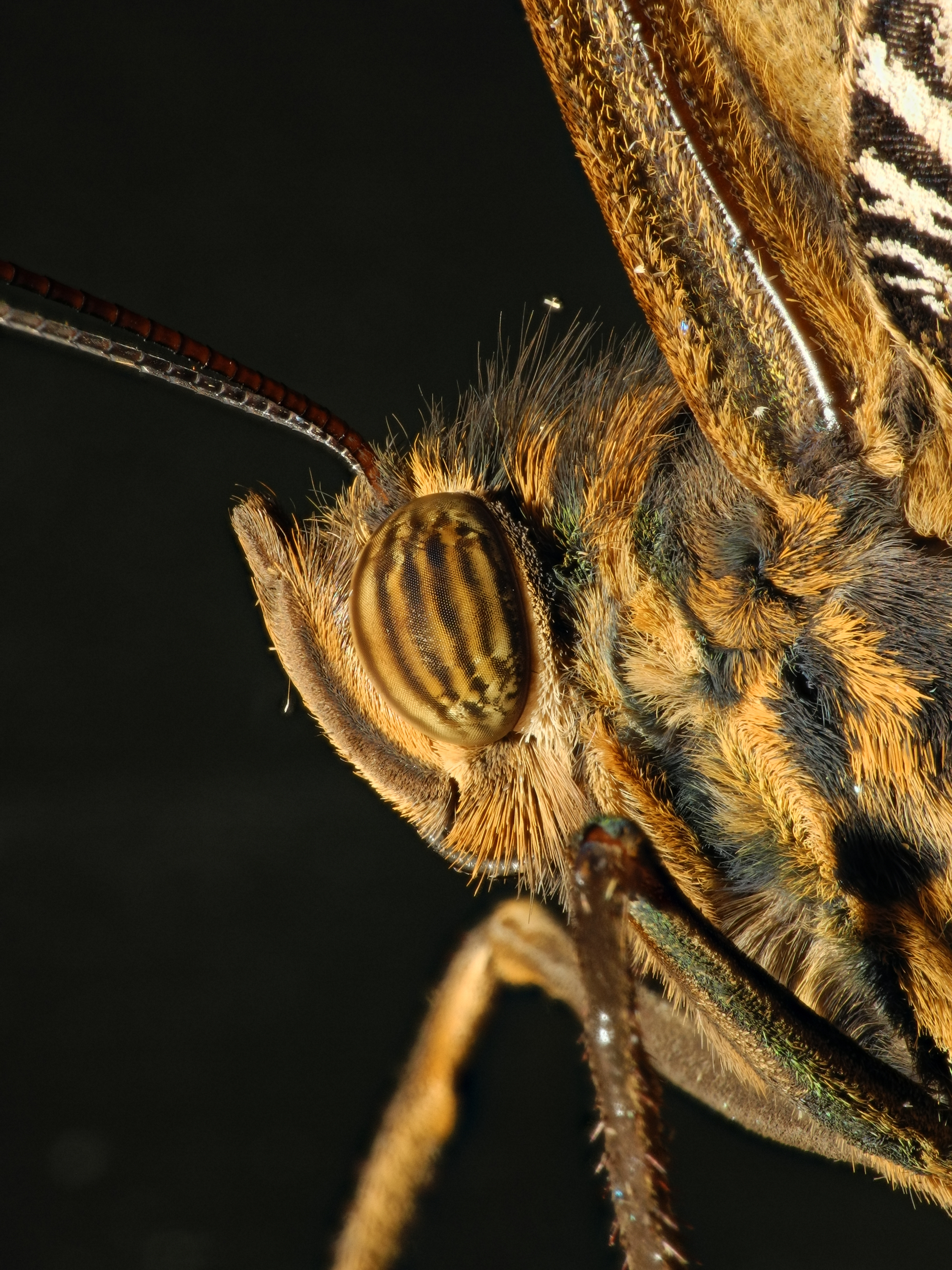
Tête d'un caligo (Caligo sp.) prise avec le Nikon Coolpix P7100 + bonnette Raynox DCR-250.
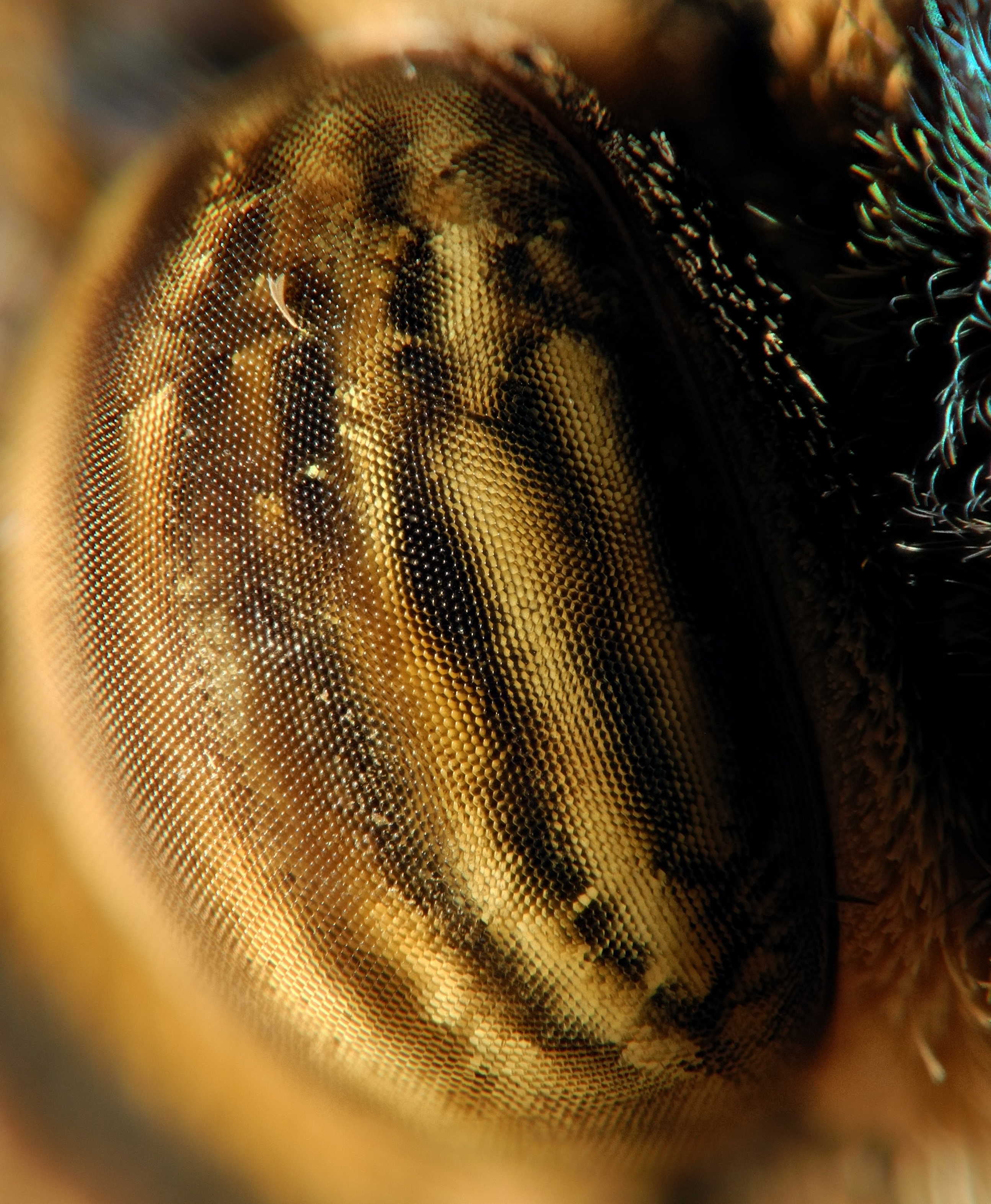
Œil d'un caligo (Caligo sp.) pris avec le Nikon Coolpix P7100 + bonnette Raynox MSN-505.